# Upplands runinskrifter 950
Upplands runinskrifter 950 är en vikingatida runsten av ljus granit i Myrby, Danmarks socken och Uppsala kommun. Runstenen är 1,7 meter hög och 1,1 meter bred. Runhöjden är 6-7 centimeter.
Stenen är rest vid sidan om en väg mellan Danmarks kyrka och Bärby i Funbo socken. Det står flera andra runstenar längs samma gamla väg, bland annat U 945, U 946, U 956 och U 957.
Inskriften i runor:
ᚴᚢᚾᛒᛁᛅᚱᚾ᛫ᛚᛁᛏ᛫ᚱᛁᛋᛅ᛫ᛋᛏᛁᚾ᛫ᛅᛏ᛫ᛅᛋᛁᚠ (skadad text) ᚢᚾ᛫:ᛁᚾ᛫ᚾᚨᚠᚴᛁᛦ᛫ᛅᛏ᛫ᛒᚱᚮᚦᚢᚱ᛫ᛋᛁᚾ

## Inskriften
Translitterering av runraden:
kunbiarn ' lit ' risa ' stin at ' [asif... ... ...u]n ' in nefkiʀ ' at ' broþur sin
Normalisering till runsvenska:
Gunnbiorn let ræisa stæin at As... ... [s]un, en Næfgæiʀʀ at broður sinn.
Översättning till nusvenska:
Gunnbjörn lät resa efter Ås- ... son, och Nävger efter sin broder.
Det sista namnet på ristningen, "Nävger" är sällsynt och finns bara på denna sten samt U 1140 och U 1083.

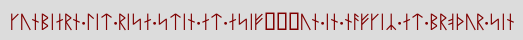
Runslingan på U 950

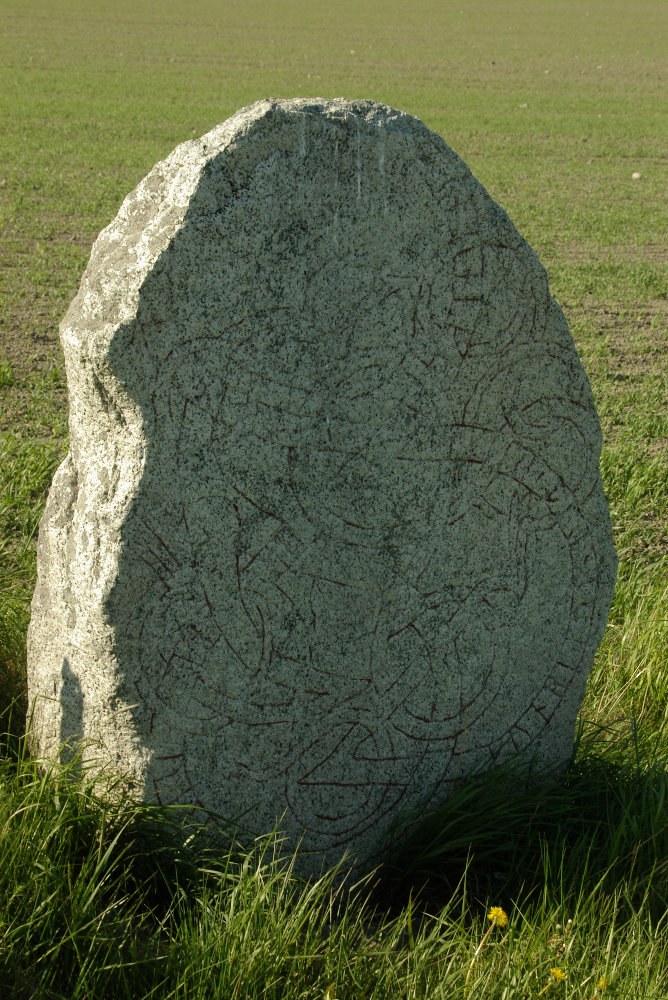
Runsten U 950, 2007.